# Булах-Гардина, Татьяна Дмитриевна
Татья́на Дми́триевна Булах-Гардина (26 августа [8 сентября] 1904, Российская империя — 13 мая 1973, Ленинград) — советская актриса театра и кино, поэтесса, автор мемуаров.

## Биография
Родилась 26 августа (8 сентября) 1904 года в Санкт-Петербурге, в семье военного врача Дмитрия Георгиевича Булаха и купеческой дочери Ольги Яковлевны Акимовой-Перетц. Уже в детстве выступала в лазаретах перед раненными в сражениях Первой мировой войны. Театральному искусству обучалась в Школе русской драмы, ученица Е. П. Карпова и В. А. Мичуриной-Самойловой.
В 1927 году сыграла роль Марыли в фильме «Кастусь Калиновский» режиссёра Владимира Гардина, за которого в том же году вышла замуж. В конце 1920-х — начале 1930-х годов сыграла в нескольких фильмах, в том числе Анниньку в фильме А. И. Ивановского «Иудушка Головлёв», где заглавную роль исполнил её муж.
Во время Великой Отечественной войны вместе с мужем была приписана к шефской фронтовой бригаде «Ленфильма» и Всероссийскому союзу работников искусства. Супруги выезжали на фронт, выступали в ленинградском Доме офицеров, в госпиталях. В блокадном Ленинграде и в войсках они дали около 500 концертов. Один из них состоялся 31 мая 1942 года в Большом зале Ленинградской филармонии, задолго до всем известного исполнения Седьмой симфонии Д. Д. Шостаковича.
Похоронена на Богословском кладбище Санкт-Петербурга.
Оставила дневник, выдержки из которого опубликованы в журналах «Ленинградская панорама», 1991, № 3 и «Нева», 1992, № 1.

В фильме «Песня весны», 1929 год

## Творчество

### Роли в театре
В 1920-х года играла в театрах Петрограда (Ленинграда) у А. Мгеброва в пьесах А. И. Маширова «Вихри враждебные» (роль девчонки-наборщицы, 1926 г.), Бернштейна «Жена не жена» — (роль гражданской жены-проповедницы антирелигиозных взглядов), А. Н. Островского «Лес» (роль Аксюши, 1927 г.) и др.

### Роли в кино
1. 1927 — Кастусь Калиновский — Марыля (главная роль)
2. 1928 — Четыреста миллионов — Елена Николаевна Кречетова, жена Джоу Дешена (главная роль)
3. 1929 — Песня весны — рабфаковка Нина Ральницкая
4. 1931 — Кровь земли (другое название «Окно в Азию») — нищая узбечка
5. 1933 — Иудушка Головлёв — Аннинька

## Избранная библиография
Татьяна Булах-Гардина — автор стихов и рассказов, с которыми выступала в концертах, книги воспоминаний «Жизнь артистов» и «Мир искусства в доме на Потемкинской».
Поэтические произведения Булах-Гардиной в 1936 году были опубликованы в газете «Известия».
Соавтор книги:
- Жизнь и труд артиста. Владимир Ростиславович Гардин, Татьяна Дмитриевна Булах. Искусство, 1960—267 с.: ил. — Тир. 10 000 экз.